# 墊光蟲屬
墊光蟲屬（學名：Stromatoveris）是花瓣動物門底下的一屬。墊光蟲是少數生活在寒武紀的花瓣動物，大多數的花瓣動物都生活在埃迪卡拉纪。墊光蟲被發現於中國雲南的澄江生物群，且發現了八樣標本，其中的五樣標本（包含了正模標本）發現於昆明的梅樹村，剩下的三樣是在海口市附近的尖山發現。

## 資料來源
1. 1 2  Shu, D.-G.; Morris, S. Conway; Han, J.; Li, Y.; Zhang, X.-L.; Hua, H.; Zhang, Z.-F.; Liu, J.-N.; Guo, J.-F.; Yao, Y.; Yasui, K. . Science. 2006-05-05, 312 (5774)  [2024-03-20]. ISSN 0036-8075. doi:10.1126/science.1124565. （原始内容存档于2023-05-10）.